# Rada Bálint
Rada Bálint (Budapest, 1989. április 15. –) magyar színész.

## Életút

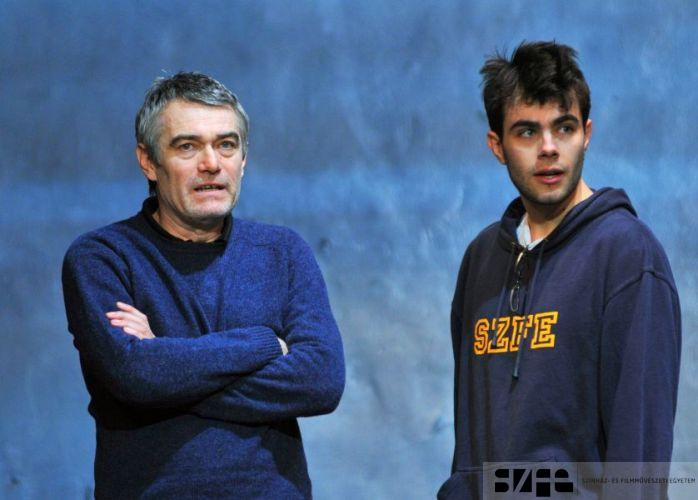
Terhes Sándor és Rada Bálint a színpadon

Ötéves korában került be a színház világába, amikor Földessy Margit stúdiójának foglalkozásain vett részt egészen egyetemi tanulmányainak kezdetéig. 2008-ban tette le az érettségit a budapesti József Attila Gimnáziumban, majd egy évig az Eötvös Loránd Tudományegyetem magyar szakos hallgatója. A sikeres felvételivizsgát követően, a Zsámbéki Gábor és Zsótér Sándor vezette színészosztály tagja a Színház- és Filmművészeti Egyetemen. 2013-ban ösztöndíjasa volt a londoni National Theaternek. Tagja volt a Momentán Társulatnak, és egyik alapító tagja a -011 alkotócsoportnak. 2014 óta a Centrál Színház állandó művésze.

## Szerepeiből

### Színház
- Boris Vian: Tajtékos napok (Chick)
- Widder Kristóf: Selyma...! (Kamarás, Iván)
- Szophoklész: Philoktétész (Neoptolemosz)
- Anton Pavlovics Csehov: Meggyeskert (Jasa)
- Martin McDonagh: Leenane szépe (Ray Dooley)
- Molière: Képzelt beteg (Cléante)
- David Lindsay-Abaire: Jó emberek (Stevie)
- Kiss Márton, Baráthy György, Darvas Ferenc: Broadway felett az ég

### Filmjei
- Franciska vasárnapjai (1997)
- Csocsó, avagy éljen május elseje! (2001)
- Le a fejjel! (2005) ...Péter, a Pohárnok fia
- Originál Láger (2006, rövidfilm)
- Hacktion: Újratöltve – Szemrebbenés nélkül rész (2014, tv-sorozat) ...Szobapincér
- The Leaving (2015, rövidfilm)
- Válaszcsapás (2017, sorozat) ...György